# Leptinatella gordoni
Leptinatella gordoni är en mossdjursart som beskrevs av Cook och Bock 2000. Leptinatella gordoni ingår i släktet Leptinatella och familjen Calloporidae. Inga underarter finns listade i Catalogue of Life.